# Ulica Juliusza Słowackiego w Sanoku
Ulica Juliusza Słowackiego w Sanoku – ulica w dzielnicy Śródmieście miasta Sanoka.
W toku dokonywanych zmian nazw ulic w Sanoku w 1913 podjęto decyzję nazwania ulicy Juliusza Słowackiego dla odcinka stanowiącego dawniej ulicę Rylskich, biegnącego od ul. Floriańskiej (obecnie ul. Ignacego Daszyńskiego) do gościńca państwowego. W przeszłości trakt był także określany jako Stara Droga.
W latach 80. na obszarze na północ od ulicy, w miejscu wcześniej istniejącej starej zabudowy, powstawało osiedle bloków mieszkalnych; pierwszy blok powstał w grudniu 1985, zaś cały projekt miał liczyć 28 bloków dla 3,5 tys. mieszkańców. Roboty budowlane tychże zabudowań wykonywało Sanockie Przedsiębiorstwo Budowlane.
W 2013 jezdnia ulicy została odremontowana. W ruchu drogowym ulica była jednokierunkowa, a po przeprowadzonym remoncie z dniem 2 sierpnia 2013 został wprowadzony ruch dwukierunkowy na odcinku od zbiegu z ulicą Rymanowską w kierunku wschodnim do skrzyżowania z ulicą Henryka Sienkiewicza. Ulica kończy swój bieg zbiegając się z ul. Ignacego Daszyńskiego (w tej rejonie leży budynek przy ul. Ignacego Daszyńskiego 17, dawniej istniał dworzec autobusowy „Okęcie”, następnie Galeria Sanok).
Ulica przynależy do rzymskokatolickiej parafii Przemienienia Pańskiego w Sanoku.

## Zabudowa
- Budynek pod numerem 24 ulicy. Mieści się w nim Ochronka im. Dzieciątka Jezus[10][11][12]. W 1931 budynek był pod adresem ul. Antoniego Małeckiego 17/18[13]. Ochronkę prowadzą siostry zakonne służebniczki starowiejskie, którym w okresie PRL władze komunistyczne odebrały znaczną część budynki przekazały na rzecz zespołu adwokackiego; po zwróceniu obiektu na pierwotną działalność 23 stycznia 1993 miało miejsce poświęcenie ochronki[14]). Budynek wpisany do gminnego rejestru zabytków miasta Sanoka, opublikowanego w 2015[15].
- Budynek pod numerem 41 ulicy. W przeszłości do ulicy był przypisany Józef Serwa, który zamieszkiwał przy ulicy i jako lekarz weterynarii urzędował tamże[16][17][18]. W budynku jest prowadzony sklep sieci Freshmarket[19], hotel i punkt gastronomiczny[20]. Budynek wpisany do gminnego rejestru zabytków miasta Sanoka, opublikowanego w 2015[15].
- Budynek pod numerem 49[21], tzw. Dom Julii, wybudował go sanocki budowniczy i przedsiębiorca budowlany Władysław Chomiak (1871-1942), który na działce wzniósł najpierw dom drewniany, a następnie obecny dom-kamienicę czynszową w stylu willa do 1924 roku; Chomiak przed 1939 prowadził działalność pod numerem 38 ulicy[22][23]. Budynek wpisany do gminnego rejestru zabytków miasta Sanoka, opublikowanego w 2015[15].
- Kapliczka z XIX wieku, wybudowana przez rodzinę Bogdów, z obrazem Matki Bożej Nieustającej Pomocy[24]. Budynek został wpisany do gminnego rejestru zabytków miasta Sanoka, opublikowanego w 2015[15].
- Faktycznie przy ulicy przylega budynek parafii Matki Bożej Różańcowej Kościoła Polskokatolickiego w RP, formalnie przy ul. Szkolnej 20. W przeszłości w budynku funkcjonowała Szkoła Podstawowa im. Zygmunta Krasińskiego, a pomieszczenia wykorzystywała także Szkoła Handlowa[25].
- Obiekt sieci McDonald’s pod numerem 115 ulicy[26] (otwarty 30 czerwca 2011[27]) położony u zbiegu z ulicą Rymanowską.
- Faktycznie przy ulicy przylega budynek Szkoły Podstawowej nr 2 im. św. Kingi w Sanoku, położony pod adresem ul. Rymanowskiej 17[28].